# Schmidt Csaba
Schmidt Csaba (Tatabánya, 1979. május 3. – Tatabánya, 2023. március 19.) magyar politikus (Fidesz), országgyűlési képviselő (2010–2014), 2010 és 2019 között Tatabánya polgármestere.

## Élete
A Bárdos gimnáziumban érettségizett, majd lediplomázott az ELTE Természettudományi Karának vegyész szakán. Dolgozott a Richter Gedeon gyógyszergyár dorogi fiókjában, majd a Bábolna Takarmányipari Kft. laboratóriumában is. 2001-ben bekerült Tatabánya költségvetési és tulajdonosi bizottságába.
2002-től politikusként is megmérette magát, belépett a Fideszbe és a párt színeiben a tatabányai városi közgyűlés tagja, 2006-ban a város alpolgármestere lett. Bencsik János 2010 májusában lemondott polgármesteri titulusáról, hogy az akkor alakult második Orbán-kormány államtitkára legyen, ezért Tatabánya város polgármesteri tisztséget az őszi önkormányzati választásokig Schmidt Csaba alpolgármester látta el. 2010-es önkormányzati választásokon megválasztották Tatabánya polgármesterének, 2014-ben újraválasztották, a tisztséget két cikluson át, 2019-ig töltötte be.
2008-ban megnősült, 2014-ben hármasikrei (Zalán, Ákos és Natália) születtek.
2022 nyarán életmentő műtéten esett át a Semmelweis Egyetem klinikáján. 2023. március 19-én, csaknem 2 hónappal 44. születésnapja előtt elhunyt.